# 黑尔施多夫
黑尔施多夫（德語：Herschdorf，發音：[ˈhɛʁʃˌdɔʁf]）是德国图林根州伊尔姆县曾经的一个市镇，面积9.55平方千米，2017年12月31日人口为809人。2019年1月1日，黑尔施多夫与另外6个市镇并入市镇大布赖滕巴赫。